# Istituto Bancario Sammarinese

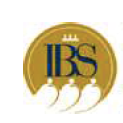
logo Istituto Bancario Sammarinese

L'Istituto Bancario Sammarinese o IBS è una banca nata il 22 marzo 2000 a Dogana, curazia (frazione) di Serravalle, dal 2 novembre 2012 si è fusa con BAC e il nuovo nome è Banca Agricola Commerciale - Istituto Bancario Sammarinese, ha 8 filiali e ha un capitale sociale di 20.000.000 euro. È una delle 12 banche della Repubblica di San Marino.
Nel 2009 è balzata agli onori delle cronache per lo stretto legame che, secondo un'inchiesta sollecitata dalla Banca d'Italia alla procura della Repubblica di Forlì, la collegherebbe al Credito di Romagna nell'ambito delle indagini sui presunti casi di riciclaggio di denaro fra Italia e Repubblica di San Marino. Secondo il Corriere della Sera il 74% del capitale sociale della banca sarebbe in mano alla finanziaria lussemburghese Demas.
Recentemente sono state presentate da diversi clienti della banca denunce per truffa con sottrazione di
denaro dai conti con le modalità descritte nelle denunce, ricavate dall'analisi degli estratti conto.
Sia le denunce che gli estratti conto sono pubblicati sul sito azioniusa.com e
su YouTube alla voce BAC-Istituto Bancario Sammarinese.